# Экклз, Роузи
Роузи Экклз (род. 23 июля 1996) — валлийский боксёр. Призёр чемпионатов Европы 2016 и 2019 годов.

## Карьера
В 2016 году на европейском первенстве в Софии, она смогла дойти до финала, в котором уступила спортсменке из России Александре Ординой и стала серебряным призёром чемпионата Европы по боксу в весовой категории до 64 кг.
На Чемпионате Европы по боксу в Испании в 2019 году, в весовой категории до 69 кг, она сумела добраться до полуфинального поединка, в котором уступила, и стала бронзовым призёром чемпионата Европы.
Принимала участие в чемпионате мира 2019 года в Улан-Удэ, однако выбыла из борьба на стадии 1/8 финала, уступив спортсменке из Китая Ян Лю.